# Amor y un poco más
Amor y un poco más  es una película filmada en colores de Argentina dirigida por Derlis M. Beccaglia según el guion de Gius que se produjo en 1968 y que tuvo como protagonistas a Atilio Marinelli, Elsa Daniel, Gilda Lousek y Fernando Siro.
La película estaba sustentada en el éxito del programa televisivo Matrimonios y algo más producido por Hugo Moser pero ante su calificación con una “B” por el Instituto del Cine no se encontró ningún exhibidor que quisiera estrenarla comercialmente.
Olga Zubarry declaró a Abel Posadas:

"Hugo Moser no pudo compaginar la película y se la entregó a Fernando Siro quien no pudo hacer nada ya que faltaban planos debido a equivocaciones de Moser."

## Reparto
- Atilio Marinelli
- Elsa Daniel
- Gilda Lousek
- Fernando Siro
- Olga Zubarry
- Marcela López Rey
- Vicente Rubino
- Enzo Viena
- Zulma Grey